# Laurenziano Rediano 9
Il Laurenziano Rediano 9 è un codice manoscritto conservato presso la Biblioteca Medicea Laurenziana di Firenze. In filologia è conosciuto con la sigla BML Redi 9 ed è comunemente indicato con la sola lettera L. Probabilmente è stato allestito da copisti pisani alla fine del XIII secolo. È appartenuto anche a Francesco Redi.
È stato il testo base per la ricostruzione del canzoniere di Guittone d'Arezzo e un supporto al Canzoniere Vaticano latino 3793 per lo studio dei componimenti della scuola siciliana di Federico II. Conserva inoltre un sonetto di Guido Cavalcanti, Beltà di donna.